# NGC 1557
NGC 1557 (również ESO 55-**15) – grupa gwiazd znajdująca się w gwiazdozbiorze Węża Wodnego, prawdopodobnie gromada otwarta. Odkrył ją John Herschel 24 listopada 1834 roku. Znajduje się w odległości ok. 3440 lat świetlnych od Słońca oraz 27,1 tys. lat świetlnych od centrum Galaktyki.